# ウッドリッジ駅
ウッドリッジ駅（Wood-Ridge）は、ニュージャージー州バーゲン郡ウッドリッジにあるニュージャージー・トランジットの駅。
ニュージャージー・トランジットのパスカック・バレー線の駅である。
この駅からニュージャージー州ホーボーケン駅までを結んでいる。
| スタブアイコン | サブスタブ | この項目は、まだ閲覧者の調べものの参照としては役立たない、鉄道に関連した書きかけの項目です。この項目を加筆・訂正などしてくださる協力者を求めています（P:鉄道/PJ:鉄道）。 |